# Unni Bille-Brahe
Unni Bille-Brahe (født Unni Betsy Borgen 21. maj 1930, død 13. juli 2017 i Haarby) var en dansk medicinsk sociolog og forsker i selvmord. Hun har været initiativtager til oprettelsen af Center for Selvmordsforskning, hvor hun var leder 1989-2000.
Unni Bille-Brahe tog filosofikum ved Oslo Universitet 1948, blev cand.rer.soc. fra Odense Universitet 1978 og tog eksamen i medicinsk sociologi fra Odense Universitet 1979 og blev lektorkvalificeret i 1989. Hun var medlem af flere internationale selskaber og foreninger og var formand for Landsforeningen af efterladte efter selvmord. Hun boede i Hårby på Fyn.